# Vasile-Victor Aileni
Vasile-Victor Aileni (n. 1958) este un fost senator român în legislatura 1990–1992 pe listele Frontului Salvării Naționale, ales în circumscripția electorală Cluj. Vasile-Victor Aileni a fost senator  în perioada 18 iunie 1990 - 26 septembrie 1991, când a demisionat și a fost înlocuit de senatorul Mihai Țălpeanu. În cadrul activității sale ca senator, Vasile-Victor Aileni a fost membru în grupurile parlamentare de prietenie cu Statul Israel, Republica Polonă și Australia. Vasile-Victor Aileni a emigrat în SUA în 1991. În 2017, Vasile-Victor Aileni a demisionat din funcția de membru în consiliul de administrație al societății Compania Municipală Protecție Civilă și Voluntariat București.